# مستنجد
مستنجد(نام کامل وی:أبو المظفر المستنجد بالله یوسف بن محمد المقتفی) خلیفه عباسی در بغداد از سال ۱۱۶۰ تا ۱۱۷۰ میلادی بود. وی در سال ۱۱۲۴ در بغداد زاده شده بود؛ پدرش خلیفه پیشین ابوعبدالله محمد مقتفی بود. در زمان او، خلافت فاطمی که در آن زمان ۲۶۰ سال از عمر آن می‌گذشت، به سوی انحطاط و فروپاشی نزدیک می‌شد. مستنجد را به دادگری، سختگیری بر بدکاران و هوشمندی وصف کرده‌اند. مستجد در سال ۱۱۷۰ میلادی درگذشت؛ پس از وی مستضی به خلافت رسید. عایشه دختر او بود که تا ۶۴۰ق عمر کرد.
به فرمان مستنجد همه کتابهای ابن سینا و رسائل اخوان الصفا را در بغداد سوزاندند. (تاریخ تمدن، عصر ایمان، صفحه ۴۲۸)